# Banco S. Geminiano e S. Prospero
Il Banco S. Geminiano e S. Prospero S.C. è un istituto di credito italiano.
È un marchio del Banco BPM, dopo esserlo stato in precedenza dal 27 dicembre 2011 fino al 1º gennaio 2017 dell'ex Banco Popolare, che è presente nell'Emilia-Romagna, in Lombardia e nelle Marche; è anche una Direzione territoriale con sede a Modena della Divisione Banca Popolare di Verona a cui fa capo l'area Cassa di Risparmio di Imola.

## Storia
Il Banco S. Geminiano e S. Prospero è nato nel 1932 a Modena dalla fusione tra il Banco S. Geminiano fondato a Modena nel 1897 e il Banco S. Prospero fondato a Reggio Emilia nel 1899.
Nel 1996 a seguito della fusione per incorporazione nella Banca Popolare di Verona nasce la Banca Popolare di Verona - Banco S. Geminiano e S. Prospero Società cooperativa a responsabilità limitata con sede a Verona e uffici di direzione a Verona e a Modena, di cui diventa un marchio.
Dal 1º giugno 2002 al 30 giugno 2007 è stato un brand dell'holding Banco Popolare di Verona e Novara.
Dal 1º luglio 2007 al 27 dicembre 2011 è stato un marchio della Banca Popolare di Verona - S. Geminiano e S. Prospero, quando in seguito alla sua fusione nella capogruppo Banco Popolare, diventa un marchio dell'ex gruppo bancario.
In seguito alla fusione tra il Banco Popolare e la Banca Popolare di Milano è un marchio della rete commerciale del Banco BPM che contraddistingue le sue filiali poste prevalentemente in Emilia-Romagna (escluse le province di Parma e Piacenza) ed in misura marginale in Lombardia nella provincia di Mantova e nelle Marche nella provincia di Pesaro e Urbino.